# سونیا نریسووا
سونیا نُریسووا (اسلواکی: Soňa Norisová؛ زادهٔ ۲۷ اوت ۱۹۷۳) بازیگر و خواننده اهل کشور اسلواکی است.
از فیلم‌ها یا برنامه‌های تلویزیونی که وی در آن نقش داشته‌است می‌توان به در سایه اشاره کرد.